# Linslade
Linslade est une ville d'Angleterre dans le Bedfordshire.